# 미국의사협회저널

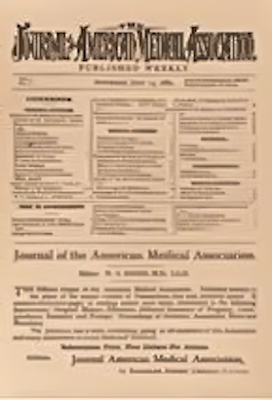

미국의사협회저널(The Journal of the American Medical Association, JAMA)은 미국의사협회의 공식 학술지이다. 생물의학의 전 범위에 해당하는 연구를 발간한다. 1883년 나단 스미스 데이비스를 창립 편집자로 창간되었다.

## 중요 연구 및 특이사항
1998년 4월 1일 에밀리 로사라는 소녀가 당시 나이 11세로 논문을 투고하여 화제가 된 바 있다. 2016년 7월 11일 당시 미국 대통령이었던 버락 오바마가 〈United States Health Care Reform: Progress to Date and Next Steps〉(미국의 보건의료 개혁: 지금까지의 진전과 다음 단계)라는 제목의 특별 기고문을 투고하였다.

## 자매지
- JAMA Cardiology
- JAMA Dermatology
- JAMA Facial Plastic Surgery
- JAMA Internal Medicine
- JAMA Network Open
- JAMA Neurology
- JAMA Oncology
- JAMA Ophthalmology
- JAMA Otolaryngology–Head & Neck Surgery
- JAMA Pediatrics
- JAMA Psychiatry
- JAMA Surgery

## 같이 보기
- 미국의사협회